# The Wachowskis
Lana Wachowski (21. lipnja 1965.) i Lilly Wachowski (29. prosinca 1967.), profesionalno poznate pod imenom The Wachowskis (prethodno Wachowski Brothers), filmske su redateljice, producentice i scenaristice poljsko-američkog podrijetla.
Kao redateljice su debitirale 1996. filmom Preko svake mjere, a slavu su postigle već svojim drugim filmom The Matrix, za koji su osvojile nagradu Saturn za najbolju režiju. Zajedno su napisale i režirale sljedeća dva nastavka, The Matrix Reloaded i The Matrix Revolutions (oba 2003.), te su bile uključene u pisanje i produkciju ostalih djela iz franšize.
Sljedeći komercijalni uspjeh trilogije, napisale su i producirale filmove O za osvetu (adaptaciju istoimenog stripa Alana Moorea) i Speed Racer. Njihov najnoviji film, Atlas oblaka, koji se temelji na istoimenom romanu Davida Mitchella, koji su napisale i režirale zajedno s Tomom Tykwerom, premijerno je prikazan 26. listopada 2012.

## Rani život
Lana i Lilly Wachowski su rođene u Chicagu. Njihova je majka Lynne (djevojačko Luckinbill) bila medicinska sestra i slikarica, čiji je brat glumac Laurence Luckinbill. Njihov je otac, Ron Wachowski, bio poslovni čovjek. Njihov je otac bio ateist, a majka katolkinja koja je postala šaman, pa je dvojac jednom opisao svoja religijska uvjerenja kao "kršćanstvo bez vjeroispovijedi". Prema riječima glumca Bernarda Whitea, Lana mu je jednom rekla da je, dok su ih odgajali kao katolike, bila pod snažnim utjecajem svetih hinduističkih tekstova kao što su Bhagavad Gita i Ramajana.
Lana i Lilly imaju dvije sestre, Julie i Lauru. Pohađale su osnovnu školu Kellogg na području Beverlyja u Chicagu te srednju školu Whitney Young Magnet, poznatu po scenskoj umjetnosti i znanstvenom kurikulumu, od 1983. do 1986. godine. Odrastajući, prema Lillynim riječima, u susjedstvu bijele irske srednje i gornje klase, ostala djeca su bila okrutna prema njima zbog njihova poljskog podrijetla, nižih prihoda, pohađanja javne škole i roditelja ateista i umjetnice. Prema Laninim riječima, "bili su obitelj koju nitko nije volio", a nju su tukli svaki dan nakon nastave. Članove obitelji je to učinilo bliskima, te su Lana i Lilly odrasle zajedno se igrajući. Lana je pronašla izlaz iz stvarnog svijeta u knjigama. Nekadašnji učenici se sjećaju da su igrale igru Dungeons & Dragons i radile u školskom kazalištu i televizijskom programu. Lilly je tada pohađala privatni koledž Emerson u Bostonu, dok je Lana pohađala koledž Bard u New Yorku. Obje su prekinule školovanje prije nego što su diplomirale i bavile su se drvodjelstvom u Chicagu dok su kreirali stripove.

## Osnovane kompanije
Tijekom produkcije filmove The Matrix Reloaded, The Matrix Revolutions, Animatrix i Enter the Matrix tandem je osnovao kompaniju EON Entertainment, vlastitu produkcijsku kompaniju kojom koordiniraju i upravljaju svim uključenim partnerima. Ovdje su filmovi također zajedno montirani nakon što su različiti kreatori specijalnih efekata poslali svoje gotove radove. EON-ov interni tim za specijalne efekte, ESC, napravio je niz specijalnih efekata za dva nastavka Matrice i koordinirao rad ostalih timova. ESC je raspušten u ljeto 2004. EON Entertainment nije bio spominjan u medijima otkad su prikazani nastavci filma The Matrix, te je vjerojatno bio ugašen jer je Anarchos Productions (koji se spominje u Atlasu oblaka kao Anarchos Pictures) njihova produkcijska kompanija koja je oglašavala sve njihove filmove počevši od O za osvetu, ali se EON još uvijek spominje u produkciji njihova zadnjeg filma Atlas oblaka.
Kinowerks, njihov studio za postprodukciju i efekte, nalazi se u kvartu Ravenswood u Chicagu i pohvaljen je zbog svojeg ekološkog dizajna. Roger Ebert je bio pozvan da gleda restaurirani film Kum u prostorijama Kinowerksa i upozna redatelje. Novinar Chicago Tribunea Christopher Pirelli je intervjuirao redatelje u prostorijama kompanije, no uputili su ga da ne otkriva točnu lokaciju jer filmaši žele izbjeći obožavatelje na ulazu.
Prije nego što su počele raditi u filmskoj industriji, tandem je pisao stripove za "Razorline" Marvel Comicsa, tj. Ectokid (autora horor romana Clivea Barkera 1993.), i "Epic Comics" – serije stripova Clive Barker's Hellraiser i Clive Barker's Nightbreed.
2003. su stvorile kompaniju Burlyman Entertainment i izdali stripove koji se temelje na filmu The Matrix, a također i dva originalna serijala:
- Shaolin Cowboy – stvorio, napisao i ilustrirao Geof Darrow (dvojac je pridonio uvodnim dijalozima u svakom broju),
- Doc Frankenstein – stvorile Geof Darrow i Steve Skroce, scenarij Lane i Lilly, ilustracije Skrocea.

## Stil
Tandem priznaje da voli pripovijedati višedijelne priče. Lana: "Zato što smo odrasli na stripovima i Tolkienovoj trilogiji Gospodar prstenova, jedna od stvari koja nas je zanimala bilo je prenošenje fikcije u nastavcima na film." Lilly je direktniji: "Mislimo da su filmovi prilično dosadni i predvidljivi. Želimo se zeznati s očekivanjima publike." Što se tiče tema koje prožimaju njihov rad, Lana je spomenula "neobjašnjivu prirodu svemira koja je u stalnom dijalogu s našom vlastitom sviješću, te naša svijest zapravo utječe na neobjašnjivu prirodu svemira", "međupovezanost i istinu koja leži ispod površine" i "paradoks izbora i nemogućnosti izbora". Dvojac je spomenuo umijeće crtača stripova Geoffa Darrowa kao utjecaj na izgled Matrice. Također su izjavili da su Duh u oklopu, Ninja Scroll i Akira anime koji ih je inspirirao. "U animeu postoji jedna stvar koju rade, koju smo pokušali prenijeti u naše filmove, a to je jukstapozicija vremena i prostora u akcijskom ritmu."
Lana i Lilly su kao primjer navele film Stanleya Kubricka Odiseja u svemiru kao jedan od mnogih izvora inspiracije za vlastiti Atlas oblaka. Prvi put su vidjele film kad im je bilo sedam, tj. deset godina.

## Videoigre
Lana i Lilly su samoproglašene gamerice. Kao tinejdžerice provodile su vikende u potkrovlju igrajući Dungeons & Dragons. Uspoređivale su proces u kojem sudionici igraju zamišljajući isti virtualni prostor s procesom snimanja filmova. Zajedno su s nekolicinom prijatelja napisali vlastitu igru uloga na 350 stranica pod nazivom High Adventure. Prava su dostupna za objavljivanje.
Izmjenjivale su poruke s Hideom Kojimom, japanskim producentom videoigara, te su ga napokon upoznale tijekom intervjua za časopis Famitsu 1999. godine. Metal Gear Solid je bila prva videoigra koju su igrale nakon što su završile The Matrix. Kandidati za adaptaciju prvog dijela filma u videoigru bili su Kojima, Bungie i Shiny Entertainment čija ih je igra Messiah impresionirala. Programer David Perry, čija je kompanija Shiny surađivala s njima i razvila igre Enter the Matrix i The Matrix: Path of Neo, bio je impresioniran njihovim poznavanjem medija, što je bio veliki plus tijekom razvoja igre. Wachowski su posjedovale igraće konzole PlayStation 2 i Xbox, te su igrale nekoliko igara kao što su Tom Clancy's Splinter Cell i Halo 2, a posljednju su završile prije Perryja. Navodno su tijekom deathmatcha uništile svoj Xbox.
Kad su ih upitali što misle o prenošenju čvrsto kontrolirane sage Matrix u nepredvidljiv oblik MMPORG-a s igrom The Matrix Online, duo je bio pun entuzijazma zbog prirode i mogućnosti videoigara:
"'Hir MMO-a kad je nepredvidljivo ponašanje igrača pravilo' jest glavni razlog da se to učini. Naši filmovi nikad nisu bili namijenjeni pasivnoj publici. Postoji dovoljno takvih filmova. Željele smo da naša publika radi, razmišlja, stvarno sudjeluje da bi uživala. To je možda zato što, dok uživamo u filmu, također provodimo puno vremena igrajući igre.
Gaming potiče vaš um tamo gdje je većina filmskih žanrova (filmova koje nastojimo gledati) dizajnirana da provocira što je moguće manje razmišljanja. Razmislite zašto su filmovi u kojima svi znaju točno što će se dogoditi filmovi koji najviše zarađuju.
Ipak, činjenica da su filmovi o Matrici tri od većine najuspješnijih filma za odrasle u povijesti (unatoč tome što mediji žele da vjerujemo), sugerira da postoje drugi ljudi poput nas. To su ljudi, ljudi koji su razmišljali o tome, radili na tome, za koje smo konačno napravili trilogiju i sada za nas ima smisla da trebaju naslijediti zaplet. Za nas je ideja da naša beba evoluira unutar virtualnog balona-svijeta tog novog medija koji se razvija na radikalan način, koji po našem mišljenju ima potencijala da kombinira najbolje odlike filma i igara, da spaja reality televiziju sa sapunicom, RPG i Mortal Combat, fantastično uzbuđujuća."

## Privatni život
Početkom 2000-ih proširile su se glasine da je Lana Wachowski, koja se tada još uvijek predstavljala kao muškarac, u procesu promjene spola, iako ni ona ni Lilly temu nisu direktno spominjale. Godine 2003. Gothamist.com je sugerirao da se filmovi o Matrici mogu čitati s potpuno novim podtekstom nakon vijesti o domini koja je pratila Lanu na filmske premijere. Prema Roviju, Lana je završila svoju tranziciju nakon filma Speed Racer 2008. The Hollywood Reporter i New York Times su ih nazvali "Lilly i Lana (ranije Andy i Larry) Wachowski", a Deadline.com – "Lilly i Lana Wachowski." Na nekim dokumentima navodi se ime Laurenca Wachowski. U srpnju 2012. Lana se prvi put pojavila u javnosti nakon tranzicije, u videu u kojem govori o kreativnom procesu iza filma Atlas oblaka.
U listopadu 2012. Human Rights Campaign je Lani uručio nagradu Visibility. U svojem je govoru razotkrila da je razmišljala o tome da počini samoubojstvo u svojoj mladosti. Njezin govor je bio jedan od najdužih javnih istupa ovog dua, čuvenih po svojoj povučenosti. Započela je govor objašnjavajući da iako ona i njezina sestra (za čiju se tranziciju tada nije znalo) nisu javno komentirale njezinu tranziciju tijekom zadnjeg desetljeća ili glasine o njoj, to nije bilo zato što se sramila toga, niti je to sakrivala od svoje obitelji i prijatelja. Točnije, Lana nije komentirala svoju tranziciju zbog sramežljivosti u medijima koju posjeduju i ona i Lilly. Uspoređujući to s gubitkom nevinosti kao nečim što se dogodi jednom i što je nepovratno, Wachowski su pokušavale izbjegavati javnost i davati intervjue iz straha da će izgubiti svoju privatnost, da nikad više neće moći izaći u restoran bez da ih primijete i uznemiruju kao poznate osobe.
Na premijeri Atlasa oblaka na festivalu Fantastic Fest 2012. Lilly se šalila o tome da duo sad zovu Wachowski Starship – aluzija na američku rock grupu Jefferson Starship; novinske agencije su vijest greškom prenijele kao ozbiljnu izjavu.
U ožujku 2016. Lilly Wachowski također je javnosti objavila da je transrodna žena. U članku za Windy City Times rekla je: "Ja sam jedna od sretnica. To što imam podršku svoje obitelji i sredstva kojima mogu priuštiti liječnicima i terapeutima dalo mi je priliku da zapravo preživim taj proces. Transrodni ljudi bez podrške, sredstava i privilegija nemaju taj luksuz. A mnogi i ne prežive."

## Djela

### Filmovi
- Ubojice (scenaristi)
- Preko svake mjere (redatelji, scenaristi, izvršni producenti)
- The Matrix (redatelji, scenaristi, izvršni producenti)
- The Animatrix (scenaristi, producenti)
- The Matrix Reloaded (redatelji, scenaristi, izvršni producenti)
- The Matrix Revolutions (redatelji, scenaristi, izvršni producenti)
- O za osvetu (scenaristi, producenti, druga kamera)
- Invazija (scenaristi dodatnih akcijskih scena)
- Speed Racer (redatelji, scenaristi, producenti)
- Ninja ubojica (producenti)
- Atlas oblaka (redatelji, scenaristi, producenti)
- Jupiter Ascending (redatelji, scenaristi, producenti)

### Videoigre
- Enter the Matrix (2003.)
- The Matrix Online (2003.)
- The Matrix: Path of Neo (2003.)

### Stripovi
- Clive Barker's Hellraiser (1989. – 1994.)
- Clive Barker's Nightbreed (1992.)
- Clive Barker's Book of the Damned (1993.)
- Ectokid (1993. – 1994.)
- The Matrix Comics (1999. – 2004.)
- Doc Frankenstein (2004.)
- Shaolin Cowboy (2004. – 2007.)